# Christian Hee Hwass
Christian Hee Hwass (Jutlandia, 1731; París, 1803) fue un malacólogo danés que desarrolló su trabajo en Francia.

## Biografía
Hwass estudió en Copenhague, donde obtuvo su título en 1755. Luego viajó por Europa como acompañante y maestro de los hijos de mercantes ricos en su  Gran Tour . Más adelante dirigió el Royal Theatre en Copenhague, pero desde 1780 se radicó con su familia en Francia, primeramente en París (donde trabajó en relación con la Embajada de Dinamarca) y a partir de  1794 en Auteuil (entonces una localidad independiente que luego, en 1860, se integró al XVI Distrito de París). 
Coleccionó arte y conchas y puso su colección a disposición de otros autores en el campo de la malacología para fines científicos, en particular para las descripciones iniciales de acuerdo con el entonces nuevo sistema binario de Linneo. Tuvo contactos con naturalistas como Jean-Baptiste Lamarck y Heinrich Christian Friedrich Schumacher, un científico danés a quien apoyó en su viaje a Francia. Fue él  —y no su amigo Jean Guillaume Bruguière (1750-1798), a quien se lo menciona como editor—  quien escribió esencialmente el artículo sobre conquiliología en el volumen Histoire Naturelle des Vers de la serie Encyclopédie Méthodique (Volumen 1, 1792)

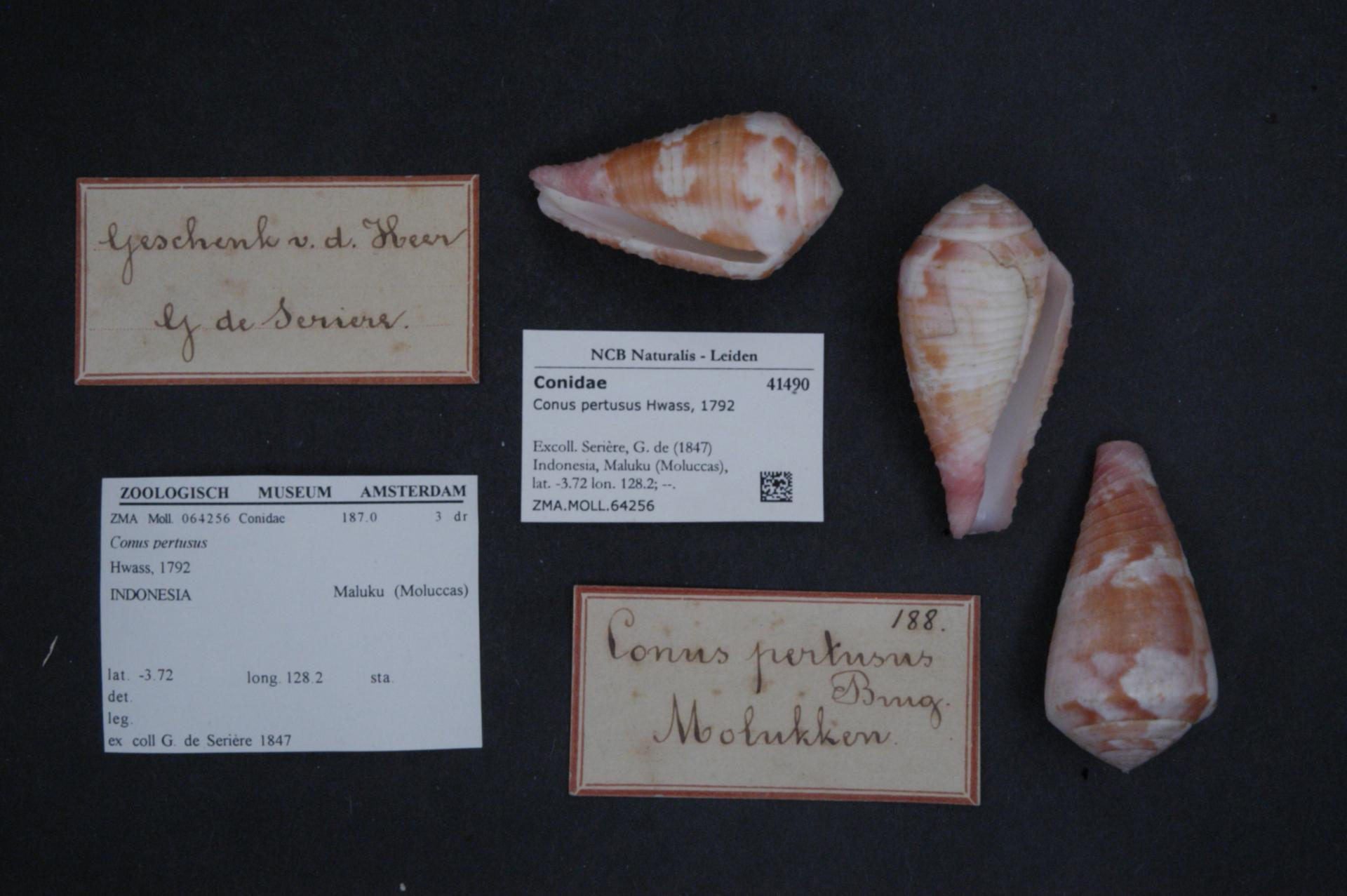
Conus pertusus, Hwass, 1792

Su colección conquiliológica cambió de manos varias veces y ahora se encuentra en el Museo de Historia Natural de Ginebra. Esta colección contaba con muchos especímenes raros, incluyendo uno de los cuatro Conus gloriamaris que se conocen. Después de su muerte, su colección estuvo en posesión del botánico francés LCM Richard, luego pasó a manos de Sollier y de allí a François Victor Masséna y de Jules Paul Benjamin Delessert, después de la muerte de este último., la colección fue donada al museo de Ginebra.
Introdujo 109 descripciones de especie de Conidae (caraoles cono), publicadas en su artículo enciclopédico.